# Наку, Октавиан
Октавиан Наку (рум. Octavian Nacu; род. 21 января 1989) — молдавский  самбист и дзюдоист, бронзовый призёр первенства мира по самбо 2007 года среди юношей, чемпион Молдавии по дзюдо среди юниоров (2009) и молодёжи (2009), чемпион Молдавии по дзюдо 2008-2010 годов, чемпион (2014, 2016), серебряный (2015) и бронзовый (2013) призёр чемпионатов Румынии по дзюдо, победитель всеирландских чемпионатов по дзюдо 2016 и 2017 годов, победитель и призёр международных турниров по самбо и дзюдо, серебряный (2010, 2014) и бронзовый (2011, 2012) призёр чемпионатов Европы по самбо, серебряный призёр чемпионата мира по самбо 2012 года, мастер спорта Молдавии международного класса. По дзюдо выступал в суперлёгкой (до 60 кг) и полулёгкой (до 66 кг) весовых категориях.
Братья Артём и Валерий также занимаются самбо и дзюдо.

## Чемпионаты по дзюдо
- Чемпионат Молдавии по дзюдо 2008 — ;
- Чемпионат Молдавии по дзюдо 2009 — ;
- Чемпионат Молдавии по дзюдо 2010 — ;
- Кубок Румынии по дзюдо 2013 — ;
- Чемпионат Румынии по дзюдо 2013 — ;
- Чемпионат Румынии по дзюдо 2014 — ;
- Кубок Румынии по дзюдо 2015 — ;
- Чемпионат Румынии по дзюдо 2015 — ;
- Чемпионат Румынии по дзюдо 2016 — ;
- Кубок Румынии по дзюдо 2016 — ;
- Чемпионат Ирландии по дзюдо 2016 — ;
- Чемпионат Ирландии по дзюдо 2017 —